# إيفان كارلسون
إيفان كارلسون هو متسابق دراجات نارية سويدي. نافس في سباقات بطولة العالم لفئة 500 سي سي ولفئة 350 سي سي ولفئة 50 سي سي.